# Sachiko Yamagishi
Sachico Yamagishi (en japonés: 山岸 佐知子), (Prefectura de Chiba, Japón, 21 de octubre de 1973) es una árbitro de fútbol japonesa. Es internacional desde 2003. Es una de las 11 árbitros internacionales de Japón.
Se casó con el entrenador Takashi Yamagishi, por lo que su apellido cambió de Baba a Yamagishi. 
Yamagishi ha arbitrado partidos de la Copa Mundial Femenina de Fútbol Sub-17 de 2010, en Trinidad y Tobago, los Juegos Olímpicos de 2012, en Londres, Gran Bretaña, la Copa Mundial Femenina de Fútbol Sub-20 de 2014 y la Copa Mundial Femenina de Fútbol de 2015, ambas en Canadá.